# ロディ・ハサウェイ
ロディ・ハサウェイ（Rhody Hathaway, 1868年10月5日 - 1944年2月18日）は、アメリカ合衆国の俳優である。

## 人物・来歴
1868年10月5日、カリフォルニア州サンフランシスコに生まれる。
当初のキャリアは舞台俳優であり、時期は不明であるが、ベルギーの侯爵位をもつ女優ジーン・ハサウェイと結婚した。ロディ満30歳、妻ジーン満21歳であった1898年3月13日、2人の間に長男アンリ・レオナール（のちのヘンリー・ハサウェイ）が誕生し、爵位は長男が継いでいる。
1911年から妻ジーンが映画出演を開始する。ジーンがほぼ映画から撤退した1924年、映画に顔を出し始め、同年1月24日公開、フォックス・フィルム（現在の20世紀フォックス）製作・配給、ウィリアム・A・ウェルマン監督、バック・ジョーンズ主演のサイレント映画『曠原の哀歌』に助演したのが、もっとも古い映画への出演記録である。1928年、サイレント期が終わりに向かい、映画界を離れる。1934年、コロンビア ピクチャーズ製作・配給、ウォルター・ラング監督のトーキー『激浪』にノンクレジットで出演して映画界に復帰、以降すべてノンクレジットの脇役・端役となる。翌1935年以降の出演記録は見当たらない。
1938年8月23日、妻ジーンと死別する（満62歳没）。
1944年2月18日、カリフォルニア州ロサンゼルスのハリウッドで死去した。満75歳没。

## フィルモグラフィ
すべて出演作である。

### 1920年代
- 『曠原の哀歌』 Not a Drum Was Heard : 監督ウィリアム・A・ウェルマン、主演バック・ジョーンズ、1924年 - 出演・役名  James Ross
- 『千軍万馬』 Riders of the Plains : 監督ジャック・ジャッカード、主演ジャック・ペリン、シリアル、1924年
- A Daughter of the Sioux : 監督・主演ベン・F・ウィルソン、共演ネヴァ・ガーバー、1925年 - 出演・役名  Major John Webb
- The Phantom of the Forest : 監督ヘンリー・マッカーティ、主演ベティ・フランシスコ、1926年 - 出演・役名  John Wallace
- 『第一曲馬団』 Bigger Than Barnum's : 監督・出演ラルフ・インス、主演ラルフ・ルイス、1926年 - 出演・役名  Doctor
- Into the Night : 監督デューク・ウォーン、主演アグネス・エイアーズ、1928年 - 出演・役名  Jim Marden
- The Old Code : 監督ベン・F・ウィルソン、主演ウォルター・マッグレイル、1928年 - 出演・役名  Father Le Fane

### 1930年代
- 『激浪』 Whom the Gods Destroy : 監督ウォルター・ラング、主演ウォルター・コノリー、1934年 - ノンクレジット出演・役名  Doctor
- Life Begins at Forty : 監督ジョージ・マーシャル、主演ウィル・ロジャース、1935年 - ノンクレジット出演・役名  Townsman
- Fighting Shadows : 監督デイヴィッド・セルマン、主演ティム・マッコイ、1935年 - ノンクレジット出演・役名  Trapper
- Atlantic Adventure : 監督アルバート・S・ロージェル、主演ナンシー・キャロル、1935年 - ノンクレジット出演・役名  Reporter

## 註
1. 1 2 3 4 5 6 7 8 9  Rhody Hathaway, Internet Movie Database （英語）, 2010年7月14日閲覧。
2. 1 2 3  Jean Hathaway - IMDb（英語）, 2010年7月14日閲覧。
3. ↑  Henry Hathaway - IMDb（英語）, 2010年7月14日閲覧。
4. ↑  Not a Drum Was Heard - IMDb（英語）, 2010年7月14日閲覧。